# Batman and Robin: The Chiller
Batman and Robin: The Chiller in Six Flags Great Adventure (Jackson, New Jersey, USA) waren zwei Stahlachterbahnen vom Modell Dueling LIM Shuttle Loop Coaster des Herstellers Premier Rides, die am 7. Juni 1997 eröffneten, aber kurze Zeit später wegen technischer Probleme wieder geschlossen wurden. Sie eröffneten dann 1998. 2007 wurden Batman and Robin: The Chiller geschlossen.

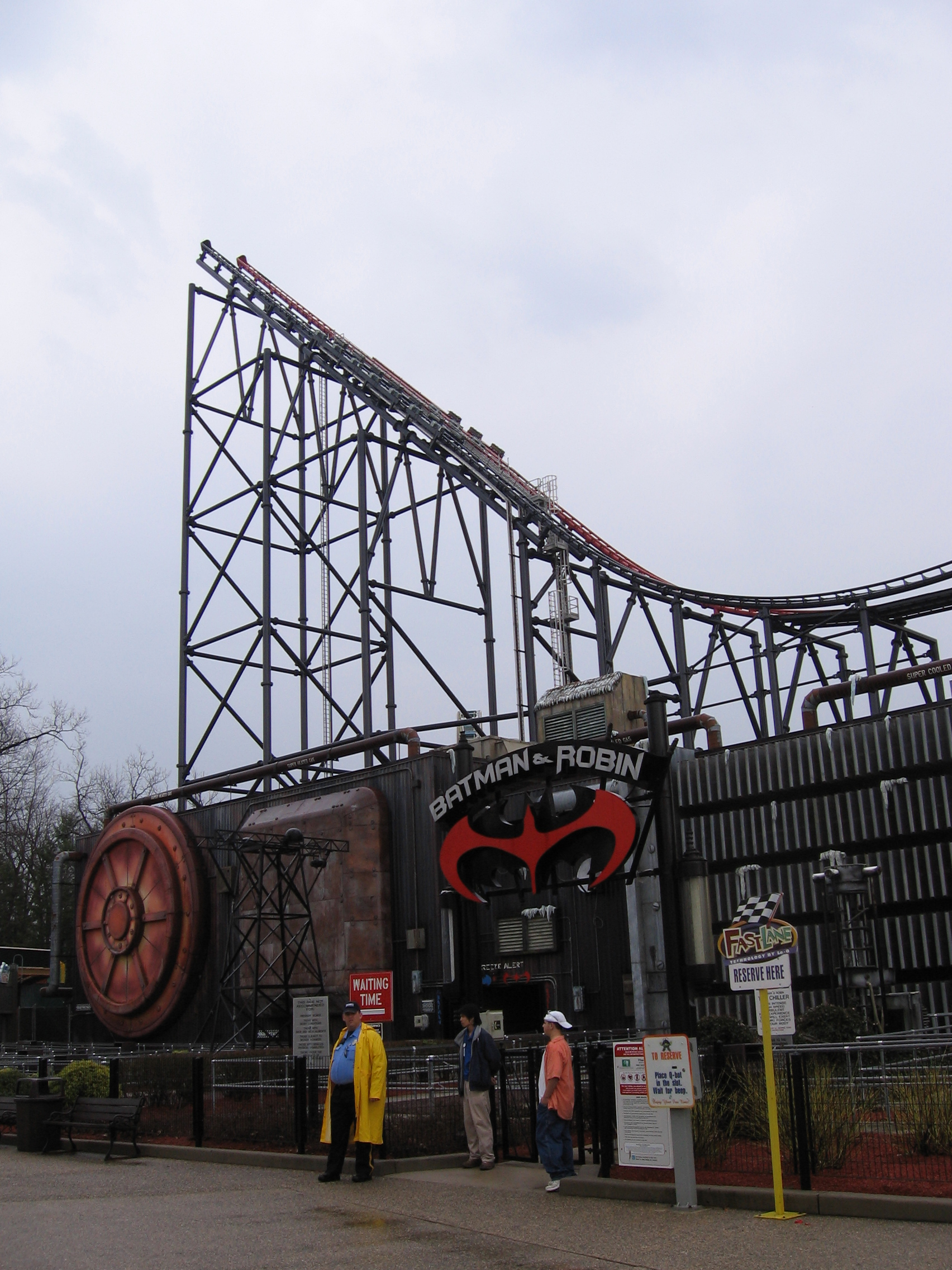
Der Eingang und die beiden Spikes

Die Züge wurden aus der Station heraus mit jeweils 47 Linearmotoren (LIM) von Force Engineering beschleunigt, dann folgten die ersten Inversionen: Batman durchfuhr einen Inside-Top-Hat und Robin eine Cobra-Roll. Gefolgt von einem Hügel erklimmten die Züge mithilfe von jeweils sieben weiteren LIM-Motoren die beiden Türme. Danach durchfuhren die Züge die Strecke noch einmal rückwärts.

## Züge
Batman and Robin: The Chiller besaßen zwei Züge mit jeweils fünf Wagen. In Jedem Wagen konnten vier Personen (zwei Reihen à zwei Personen) Platz nehmen. Die Fahrgäste mussten mindestens 1,37 m groß sein, um mitfahren zu dürfen. Die Züge waren ursprünglich mit Schulterbügeln ausgestattet. 2001 wurden Robins Schulterbügel durch Beckenbügel ersetzt, für 2002 folgten dann Batmans Bügelsystem.

## Besonderheiten

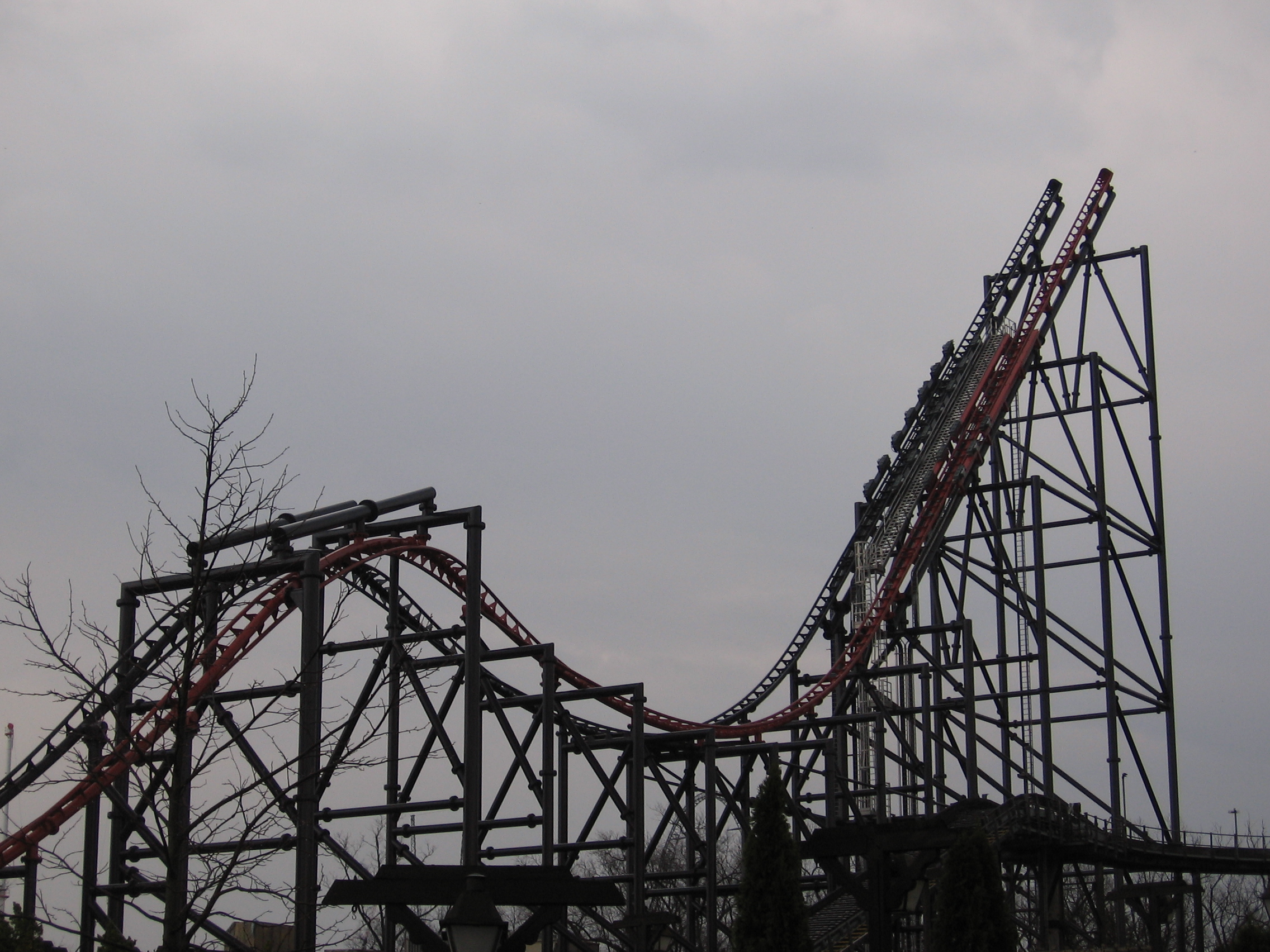
Hier sind noch gut die alten Zero-G-Rolls zu erkennen.

Zwischen der 2006–2007 Saison wurden die Zero-g-Rolls der beiden Bahnen ersetzt durch kleine Hügel.

## Verbleib
Nachdem die beiden Bahnen in Six Flags Great Adventure abgebaut wurden, wurden sie zunächst in Plumsted Township, New Jersey, eingelagert. 2012 wurden sie nach Beto Carrero World, Brasilien, transportiert, um dort wieder eröffnet zur werden. Sie wurden dort allerdings nie aufgebaut. 2018 wurden die Bahnen schließlich verschrottet.